# Аламида (округ)
Алами́да или А́ламеда (англ. Alameda [ˌæləˈmiːdə]) — округ штата Калифорния, США. Находится на востоке области залива Сан-Франциско. Население округа, по данным переписи 2000 года, составляет 1 443 741 человек. Окружной центр Аламиды — город Окленд.

## История

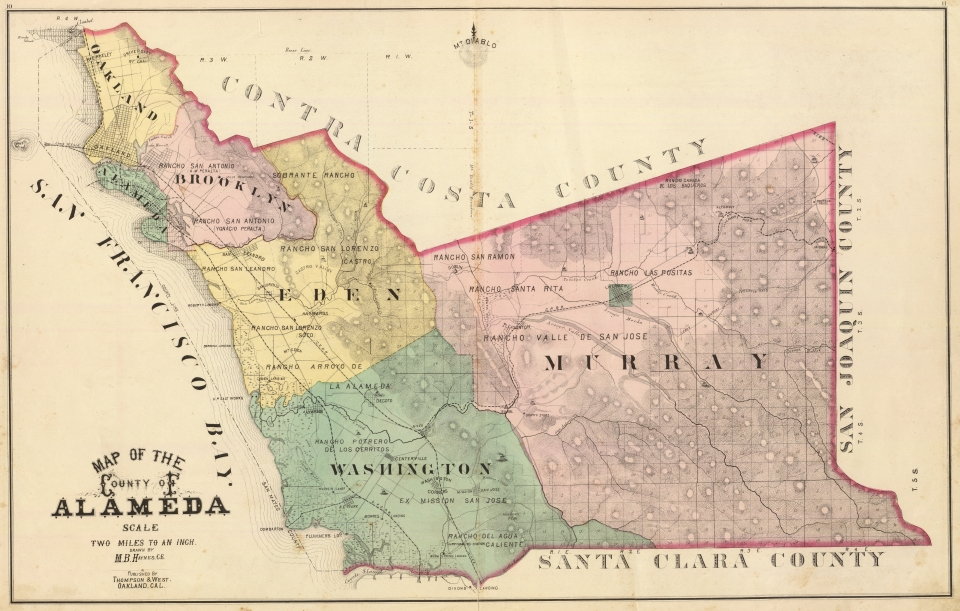
Карта округа Аламида, 1878 год

Округ Аламида был образован 25 марта 1853 года из частей других округов — Контра-Коста и Санта-Клара. Испанское слово «аламеда» означает «место, где растут тополя».

## География
Общая площадь округа равняется 2126,4 км², из которых 1910 км² (89,82 %) составляет суша и 220 км² (10,18 %) — вода.

### Соседние округа
На севере Аламида граничит с округом Контра-Коста, на востоке с Сан-Хоакином, на юго-востоке со Станисло, на юге с Санта-Кларой, на западе с округами Сан-Франциско и Сан-Матео.

### Города
В округе расположено 14 городов:
- Аламида
- Беркли
- Даблин
- Ливермор
- Ньюарк
- Окленд
- Олбани
- Плезантон
- Пьемонт
- Сан-Леандро
- Фримонт
- Хейворд
- Эмеривилл
- Юнион-Сити

## Демография
По данным переписи 2000 года, население Аламиды составляет 1 443 741 человек, 523 366 домохозяйств и 339 141 семью, проживающих в округе. Плотность населения равняется 756 чел/км². В округе 540 183 единиц жилья со средней плотностью 283 ед/км². Расовый состав округа включает 48,79 % белых, 14,93 % чёрных или афроамериканцев, 0,63 % коренных американцев, 20,45 % азиатов, 0,63 % выходцев с тихоокеанских островов, 8,94 % представителей других рас и 5,63 % представителей двух и более рас. 18,97 % из всех рас — |латиноамериканцы.
Из 523 366 домохозяйств 32,60 % имеют детей в возрасте до 18 лет, 47,00 % являются супружескими парами, проживающими вместе, 13,00 % являются женщинами, проживающими без мужей, а 26,00 % не имеют семьи. 7,30 % всех домохозяйств состоят из отдельных лиц, в 7,30 % домохозяйств проживают одинокие люди в возрасте 65 лет и старше. Средний размер домохозяйства составил 2,71, а средний размер семьи — 3,31.
В округе проживает 24,60 % населения в возрасте до 18 лет, 9,60 % от 18 до 24 лет, 33,90 % от 25 до 44 лет, 21,70 % от 45 до 64 лет, и 10,20 % в возрасте 65 лет и старше. Средний возраст населения — 34 года. На каждые 100 женщин приходится 96,60 мужчин. На каждые 100 женщин в возрасте 18 лет и старше приходится 94,00 мужчин.
Средний доход на домашнее хозяйство составил $55 946, а средний доход на семью $65 857. Мужчины имеют средний доход в $47 425 против $36 921 у женщин. Доход на душу населения равен $26 680. Около 7,70 % семей и 11,00 % всего населения имеют доход ниже прожиточного уровня, в том числе 13,50 % из них моложе 18 лет и 8,10 % от 65 лет и старше.

## Транспорт
- Bay Area Rapid Transit

### Автомагистрали
- I-80
- I-238
- I-580
- I-680
- I-880
- I-980
- SR 13
- SR 24
- SR 61
- SR 84
- SR 92
- SR 123
- SR 185
- SR 238
- SR 262

## Города-побратимы
- Таоюань, Тайвань[4]